# Rivière Lefroy
Der Rivière Lefroy ist ein 74 km langer Zufluss der Ungava Bay in der kanadischen Provinz Québec.

## Flusslauf
Der Rivière Lefroy durchfließt die Tundralandschaft des Kanadischen Schilds im Osten der Ungava-Halbinsel. Er entspringt 75 km südsüdwestlich von Kangirsuk auf einer Höhe von etwa 210 m. Der Riviére Lefroy fließt anfangs in nordöstlicher Richtung. Bei Flusskilometer 24 wendet sich der Rivière Lefroy nach Osten und mündet schließlich in die Baie de Bonnard, eine kleine Seitenbucht an der Westküste der Ungava Bay, 31 km südlich der Payne Bay, der Mündungsbucht des Rivière Arnaud. Der Rivière Lefroy entwässert ein Areal von 1966 km². Im Norden grenzt das Einzugsgebiet des Rivière Lefroy an das des Rivière Brochant, ein weiterer Zufluss der Ungava Bay.

## Namensgebung
Der Flussname ehrt Sir John Henry Lefroy (1817–1890), ein englischer Militär und Forscher, der sich mit dem Geomagnetismus beschäftigte. Der Inuit-Name des Flusses ist Nannuit Kuungat oder Nanuit Kuunga.